# Ондара
Ондара (валенс. Ondara, ісп. Ondara) — муніципалітет в Іспанії, у складі автономної спільноти Валенсія, у провінції Аліканте. Населення — 6570 осіб (2010).

## Географія
Муніципалітет розташований на відстані близько 360 км на південний схід від Мадрида, 65 км на північний схід від Аліканте.

## Демографія
Динаміка населення (INE ):

## Галерея зображень

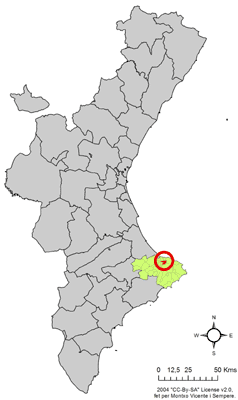
Розташування муніципалітету Ондара у автономній спільноті Валенсія
Розташування муніципалітету Ондара у комарці Маріна-Альта
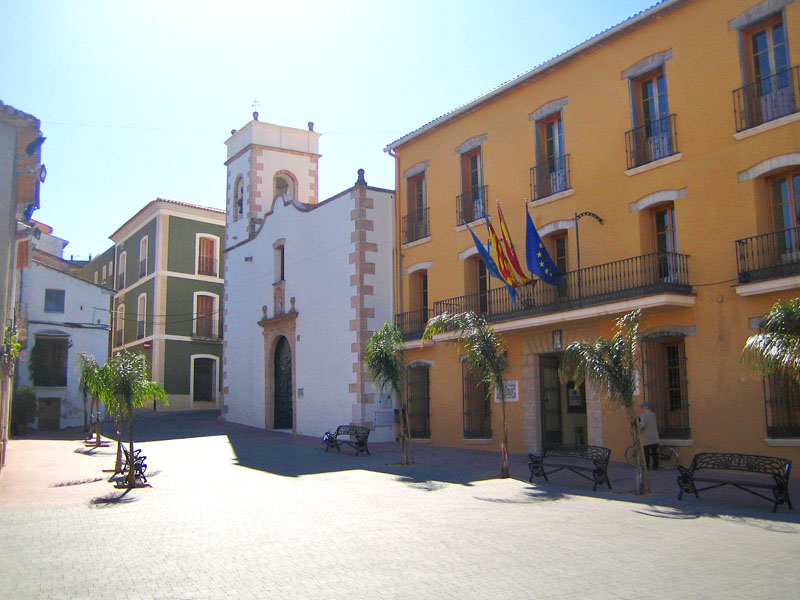
Центральна площа
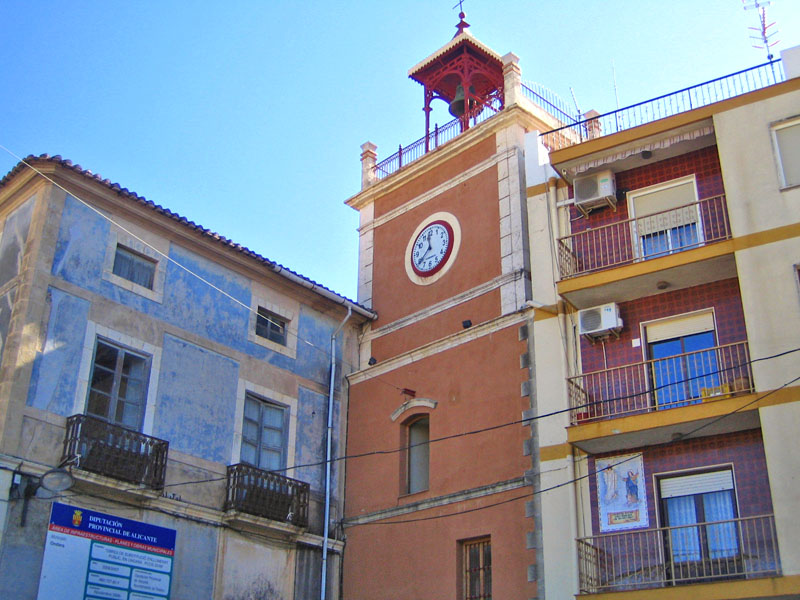
Дзвіниця, один із символів міста Ондара